# Wellington Fault
Die Wellington Fault ist eine geologische Verwerfung in der Region Greater Wellington auf der Nordinsel von Neuseeland.

## Geographie
Die Verwerfung, die Teil des North Island Fault System ist, verläuft beginnend südwestlich von Wellington City in nordöstliche Richtung durch das Stadtzentrum, entlang des Westufers des Wellington Harbour, bis nach Upper Hutt dem Te Awa Kairangi / Hutt River folgend, durch einen Teil der Tararua Range und weiter nördlich entlang der Südostflanke des Gebirges, bis westlich von Woodville und rund 30 km östlich von Palmerston North.

## Geologie
Wellington liegt auf der kontinentalen Kruste der australischen Platte, die sich über die pazifischen Platte schiebt. Die Subduktionsgrenze der beiden Platten verläuft in westlicher Richtung unterhalb der Nordinsel und befindet sich etwa 25-30 km unterhalb der Stadt Wellington. In Wellington bewegen sich die beiden Platten mit einer durchschnittlichen Geschwindigkeit von etwa 3,5 cm pro Jahr gegeneinander. Die Kruste der australischen Platte ist im Bereich des südlichen Teils der Nordinsel an verschiedenen Stellen in Südsüdwest-Nordnordost-Richtung gebrochen. Eine Bruchstelle davon stellt die Wellington Fault dar.

## Historische Erdbeben
Geologen gehen davon aus, dass von der Wellington Fault alle 500 bis 1000 Jahre ein größeres Erdbeben ausgelöst wird. Das letzte größere Beben liegt etwa 300 bis 500 Jahre zurück. Aber auch Beben, die von der Ohariu Fault und der Wairarapa Fault ausgehen, können die Hauptstadt des Landes schwer treffen, wie zuletzt das Wairarapa-Erdbeben von 1855. Daher ist die Häufigkeit schwerer Erdbeben in der Region wesentlich größer anzunehmen. Man geht von schweren Beben rund alle 150 Jahre aus. Wissenschaftler schätzen, dass bei einem nächsten größeren Erdbeben, das durch die Wellington Fault im Bereich Wellington verursacht werden wird, an der Bruchzone sich das Land um 4 bis 6 m dextral verschieben könne, einige Gegenden angehoben werden und andere, z. B. das Hutt Valley, sich bis zu einem Meter absenken könnten.